# Distribució logística generalitzada
El terme distribució logística generalitzada s'utilitza com a nom de diverses famílies de distribucions de probabilitat. Per exemple, Johnson et al. enumeren quatre formes, que s'enumeren a continuació. Una família descrita aquí també s'ha anomenat distribució logística obliqua. Per a altres famílies de distribucions que també s'han anomenat «distribucions logístiques generalitzades» (vegeu la «distribució log-logística desplaçada», que és una generalització de la distribució log-logística).

## Definicions
Les definicions següents són per a versions estandarditzades de les famílies, que es poden ampliar a la forma completa com una família a escala-localització. Cadascun d'ells està definit mitjançant la funció de distribució acumulada (F) o la funció de densitat de probabilitat (ƒ), i està definit a (-∞,∞).

### Tipus I
{\displaystyle F(x;\alpha )={\frac {1}{(1+e^{-x})^{\alpha }}}\equiv (1+e^{-x})^{-\alpha },\quad \alpha >0.}
La funció de densitat de probabilitat corresponent és:
{\displaystyle f(x;\alpha )={\frac {\alpha e^{-x}}{\left(1+e^{-x}\right)^{\alpha +1}}},\quad \alpha >0.}
Aquest tipus també ha estat anomenat distribució «desviació-logística».

### Tipus II
{\displaystyle F(x;\alpha )=1-{\frac {e^{-\alpha x}}{(1+e^{-x})^{\alpha }}},\quad \alpha >0.}
La funció de densitat de probabilitat corresponent és:
{\displaystyle f(x;\alpha )={\frac {\alpha e^{-\alpha x}}{(1+e^{-x})^{\alpha +1}}},\quad \alpha >0.}

### Tipus III
{\displaystyle f(x;\alpha )={\frac {1}{B(\alpha ,\alpha )}}{\frac {e^{-\alpha x}}{(1+e^{-x})^{2\alpha }}},\quad \alpha >0.}
On B és la funció beta. La funció generadora de moments per a aquest tipus és
{\displaystyle M(t)={\frac {\Gamma (\alpha -t)\Gamma (\alpha +t)}{(\Gamma (\alpha ))^{2}}},\quad -\alpha <t<\alpha .}
La funció de distribució acumulada corresponent és:
{\displaystyle F(x;\alpha )={\frac {\left(e^{x}+1\right)\Gamma (\alpha )e^{\alpha (-x)}\left(e^{-x}+1\right)^{-2\alpha }\,_{2}{\tilde {F}}_{1}\left(1,1-\alpha ;\alpha +1;-e^{x}\right)}{B(\alpha ,\alpha )}},\quad \alpha >0.}

### Tipus IV
{\displaystyle f(x;\alpha ,\beta )={\frac {1}{B(\alpha ,\beta )}}{\frac {e^{-\beta x}}{(1+e^{-x})^{\alpha +\beta }}},\quad \alpha ,\beta >0.}
De nou, B és la funció beta. La funció generadora de moments per a aquest tipus és
{\displaystyle M(t)={\frac {\Gamma (\beta -t)\Gamma (\alpha +t)}{\Gamma (\alpha )\Gamma (\beta )}},\quad -\alpha <t<\beta .}
Aquest tipus també es coneix com la «funció beta exponencial generalitzada del segon tipus».
La funció de distribució acumulada corresponent és:
{\displaystyle F(x;\alpha ,\beta )={\frac {\left(e^{x}+1\right)\Gamma (\alpha )e^{\beta (-x)}\left(e^{-x}+1\right)^{-\alpha -\beta }\,_{2}{\tilde {F}}_{1}\left(1,1-\beta ;\alpha +1;-e^{x}\right)}{B(\alpha ,\beta )}},\quad \alpha ,\beta >0.}